# Операция «Альфа»
Операция «Альфа» (сербохорв. Operacija "Alfa" / Операција Алфа) — тактическая операция итальянских и хорватских войск и коллаборационистских сил четников в годы Второй мировой войны, проведённая в октябре 1942 года на территории Герцеговины с целью уничтожения партизанской группировки НОАЮ. Завершилась относительной и сомнительной победой итальянско-хорватско-четницких войск, которые сожгли огромное количество городов и деревень. Жертвами беспредела солдат стали 1019 мирных граждан.

## Подготовка к операции
В сентябре 1942 года один из воевод четников, Илия Трифунович-Бирчанин, осознав, что движению четников не под силу самостоятельно справиться с партизанами Тито, обратился за помощью к итальянским войскам. 10 и 21 сентября он переговорил с командующим итальянскими войсками Марио Роатта, заявив, что имеет опыт взаимодействия с итальянскими войсками, и попросил итальянского командующего начать как можно скорее операцию в районе между Прозором и Ливно. Трифунович-Бирчанин предоставил итальянцам поддержку 7500 солдат армии четников в обмен на снабжение итальянским вооружением и припасами, в ответ на что Роатта предоставил гарантии поставки оружия и проведения боевых действий. Драже Михайлович после этого выразил личную благодарность Трифуновичу-Бирчанину.
Итальянские войска ещё ранее организовали проведение операции «Динара» для того, чтобы занять территорию между дорогами Мостар—Ябланица и Книн—Босанско-Грахово. Итальянцы заключили договорённость с хорватами о помощи, однако ввиду того, что хорватские войска большей частью были вовлечены в бои близ Яйце под командованием немецких войск, командование армии усташей предупредило, что ранее 15 октября не смогут подключиться к боевым действиям. Небольшая часть хорватских войск могла только охранять тыл итальянских войск.
Сама операция начала проводиться чуть восточнее зоны для операции «Динара». Непосредственной целью операции было уничтожение источника угрозы близ Мостара и дороги Мостар—Сараево, недалеко от Прозора. Сам Прозор 14 июля 1942 был взят войсками НОАЮ: 3-я пролетарская санджакская ударная бригада наголову разбила гарнизон усташей.

## Расстановка сил

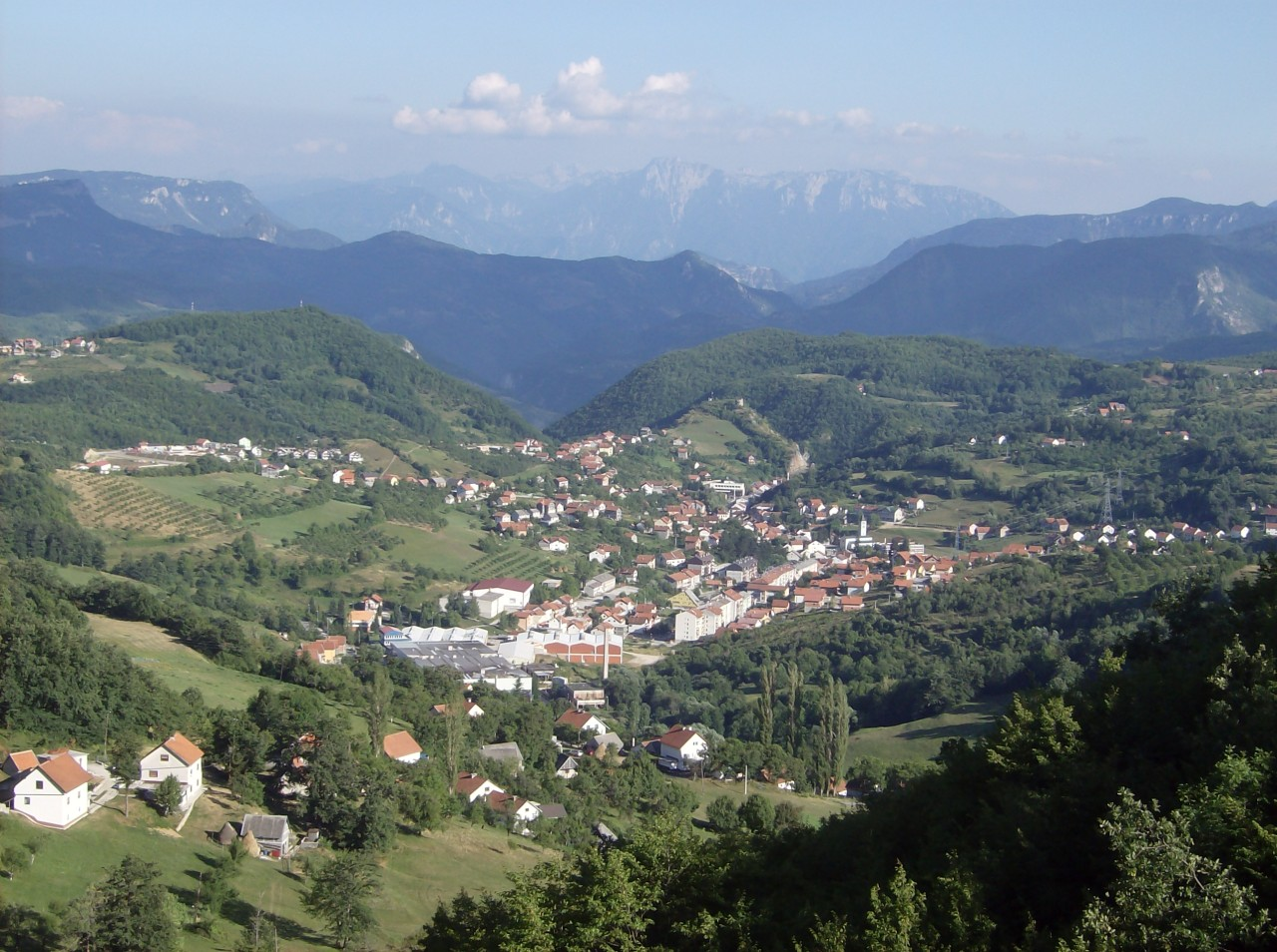
Вид на Прозор (наши дни)

### Италия
29-й батальон 4-го полка берсальери и 2-й батальон 94-го пехотного полка были задействованы в проведении операции. Отряды четников численностью от 3 до 5 тысяч человек были задействованы также в этом задании, командовали ими Доброслав Евджевич и Петар Бачович. С воздуха поддержку обеспечивала авиация НГХ, тыл прикрывали 7-й и 15-й пехотные полки усташей. По партизанским данным, общая численность войск составляла более 9 тысяч человек.
- Италия
  - 18-я пехотная дивизия «Мессина»
    - 2-й батальон берсальери (94-й полк)
    - 29-й батальон берсальери (94-й полк)

  - 39-й батальон 4-го полка берсальери
- Независимое государство Хорватия
  - 7-й пехотный полк
  - 15-й пехотный полк
  - Авиация НГХ
- Четники
  - Требиньский корпус
  - Невесиньский корпус
  - Романийский корпус

### Партизаны
В распоряжении партизан были только несколько отрядов 10-й герцеговинской бригады численностью в несколько сотен человек.
- Югославия
  - 10-я герцеговинская бригада

## Ход операции
В начале октября итальянцы начали проведение операции, обстреляв позиции партизан к северо-западу от середины реки Неретва. Сама атака была скоординирована с немецким и хорватским командованием, которые базировалось к северу в направлении Баня-Луки. Войска четников-коллаборационистов прибывали на югославских поездах из Дубровника и Метковича, а также итальянскими поездами из Невесинье. В ночь со 2 на 3 октября они прибыли в Мостар, покинув его на следующий день. Уже тогда четники начали воевать с мирным населением, убив одного крестьянина и разграбив деревню Рашка-Гору в 10 км к северу от Мостара. В деревне Горани в 7 км к юго-западу от Мостара были ограблены и убиты три крестьянина, а их дома сожжены.
На следующий день, 4 октября, воевода четников Доброслав Евджевич обратился к своим войскам с призывом сначала разобраться именно с НОАЮ как одним из главных противников югослав, а потом направить оружие против усташей: по словам Евджевича, ни одного партизана или усташа не должно было остаться на территории страны. В Мостаре четники устроили резню, убив, по разным данным, от 62 до 142 человек, и сожгли городок. В ночь с 4 на 5 октября четники переправились через Неретву в районе Коньица.
После переправы силы четников направились на линию Прозор — Шчит — Горни-Вакуф — Дони-Вакуф, откуда должны были выйти на линию Бугойно — Комар — Травник. Там располагались штаб-квартиры 5-й черногорской и 10-й герцеговинской партизанских бригад. Итальянцы при поддержке четников начали полномасштабное наступление с трёх сторон при поддержке артиллерии и бронетехники. Три батальона 10-й бригады с группировались близ Прозора, однако ещё до подхода основных сил противников вынуждены были отступить. По данным шпионажа, партизанам противостояли от 1200 до 1500 итальянцев и от 3 до 3 с половиной тысяч четников, в то время как у бригад было в распоряжении около 300 человек. Соотношение сил составляло примерно 1:15 в пользу итальянцев и четников. С 7 по 8 октября итальянцы организовали штурм Прозора, нанеся удары с воздуха и подвергнув его обстрелу. 8 октября город был взят.
8 октября генерал Драже Михайлович обратился к войскам с речью о славянах-мусульманах и хорватах, в которой дал чёткие указания по поводу переговоров и отношений с этими двумя народностями. Мусульман строго-настрого запрещалось преследовать (только если они не угнетали югославский народ или не сотрудничали с Народно-освободительными войсками Бгославии); наоборот, их надо было вовлекать в армию четников, поскольку Михайлович надеялся, что мусульмане завоюют доверие остальных югослав и смогут искупить вину за поражение в Апрельской войне. Хорватов Михайлович также приказал не трогать, поскольку те должны были сами решить свою судьбу: после ликвидации коммунистического и социалистического партизанского подполья хорваты должны были сами расправиться с усташами. Однако Драже предупредил, что если хорваты будут вести себя вяло и не смогут определиться с послевоенным будущим своего государства, то сербы и другие народы Югославии рано или поздно отомстят им за гибель своих соотечественников.
С 14 по 15 октября силы четников по своей инициативе сожгли огромное количество деревень, убив свыше 500 местных жителей, которые были католиками и мусульманами: четники обвинили их в помощи партизанам. По сведениям историка Йозо Томашевича, жертвами стали как минимум 543 человека; другие же источники указывают на 656 или 848 человек, среди которых были женщины, дети и старики. Иво Голдштейн указывает на полторы тысячи убитых всего, объясняя разницу в цифрах географической путаницей.
В следующие дни в Прозоре и его окрестностях располагались примерно две тысячи солдат Югославских армий на Родине. Партизаны сообщали, что те двигались к юго-востоку на Неретву и Мостару по приказу из Италии. По мнению партизан, зверства четников-коллаборационистов и итальянцев вызвали большое негодование среди местного населения, в том числе среди хорватских домобранцев, которые даже пытались защитить местных жителей. Воеводы четников утверждали, что всех местных жителей расстреляли немцы, отрезав тем самым путь на запад к Динаре.
23 октября воевода Петар Бачович заявил в письме Драголюбу Михаловичу, что во время операции в Прозоре было убито около 2 тысяч хорватов и славян-мусульман, что вызвало энтузиазм у солдат и офицеров Югославского войска в Отечестве. Партизанская газета «Борба» писала о 2 тысячах мирных граждан, которые были убиты в Прозоре, Коньице и Вакуфе, а в окрестностях городов были сожжены все дома и убиты беззащитные женщины и дети.

## Итоги и последствия
Масштабы разрушений и убийств шокировали даже итальянцев и хорватов. Командующий итальянцами Марио Роатта в ультимативной форме потребовал от Трифуновича прекратить вырезать мирное население, угрожая разорвать с четниками соглашение о поставке припасов. Не дождавшись ответа, итальянцы отозвали часть сил четников, однако некоторые успешил сбежать под командование воеводы Момчилы Джуича в Северную Далмацию. В том же месяце прошла ещё одна операция под именем «Бета», в ходе которой итальянцы и хорваты взяли под контроль Ливно..
После войны многие из четников были осуждены за преступления против гражданского населения, совершённые в ходе операции «Альфа». Доброслав Евджевич и Петар Бачович уже через месяц после устроенных ими побоищ сами написали письма Михайловичу с самокритикой, чтобы попытаться избежать уголовной ответственности. В конце войны Евджевич бежал в Италию, там попал в плен к союзникам и после войны избежал суда, дожив до конца своих дней в Риме. Бачовича казнили усташи в 1945 году, а Михайлович вынужден был на суде в 1946 году отвечать за ряд преступлений, в том числе и за массовую резню в Прозоре.

### Документы времён войны
- Зборник докумената и података о народноослободилачком рату југословенских народа-а, том XIII (документа Италије), књига 2 (година 1942), Војноиздавачки завод, Београд Архивная копия от 17 марта 2011 на Wayback Machine

### Югославские исследовательские работы
- Dizdar, Zdravko; Sobolevski, Mihael (1999). Prešućivani četnički zločini u Hrvatskoj i u Bosni i Hercegovini 1941—1945 (in Serbo-Croatian). Zagreb: Hrvatski institut za povijest.
- Dizdar, Zdravko (2002). Četnički zločini u Bosni i Hercegovini, 1941—1945 (in Serbo-Croatian). Zagreb: Hrvatski institut za povijest.
- Никола Миловановић: КОНТРАРЕВОЛУЦИОНАРНИ ПОКРЕТ ДРАЖЕ МИХАИЛОВИЋА, Београд 1983. Архивная копия от 23 апреля 2013 на Wayback Machine
- Енвер Ћемаловић: Мостарски батаљон, Мостар 1986. Архивная копия от 10 сентября 2011 на Wayback Machine
- Tito, Josip Broz (1982). In Damjanović, Pero; Vujošević, Ubavka. Josip Broz Tito: Sabrana djela (in Serbo-Croatian) 14. Belgrade: Komunist.
- Tomasevich, Jozo (1975). War and Revolution in Yugoslavia, 1941—1945: The Chetniks 1 Архивная копия от 16 апреля 2015 на Wayback Machine. Stanford: Stanford University Press. ISBN 978-0-8047-0857-9.
- Tomasevich, Jozo (2001). War and Revolution in Yugoslavia, 1941—1945: Occupation and Collaboration 2 Архивная копия от 26 февраля 2021 на Wayback Machine. Stanford: Stanford University Press. ISBN 978-0-8047-3615-2.
- Jozo Tomasevich: ČETNICI U DRUGOM SVJETSKOM RATU 1941—1945, Sveučilišna naklada Liber, Zagreb 1975. Архивная копия от 7 февраля 2011 на Wayback Machine

### Иностранные исследовательские работы
- Cohen, Philip J. (1996). Serbia’s Secret War: Propaganda and the Deceit of History Архивная копия от 11 июня 2016 на Wayback Machine. College Station: Texas A&M University Press. ISBN 978-0-89096-760-7.
- Hoare, Marko Attila (2006). Genocide and Resistance in Hitler’s Bosnia: The Partisans and the Chetniks, 1941—1943. New York: Oxford University Press. ISBN 978-0-19-726380-8.
- Loi, Salvatore (1978). Le operazioni delle unità italiane in Jugoslavia (1941—1943): narrazione, documenti. (in Italian). Rome: Tipografia regionale.
- Ramet, Sabrina P. (2006). The Three Yugoslavias: State-Building and Legitimation, 1918—2005 Архивная копия от 31 марта 2015 на Wayback Machine. Bloomington: Indiana University Press. ISBN 978-0-253-34656-8.